# Blandengues de Santa Fe
La Compañía de Blandengues de la Frontera de Santa Fe fue una unidad militar creada en Santa Fe durante el período de dominio imperial de España en el Río de la Plata para defender la ciudad del ataque de los indígenas del Chaco. Desde 1810 una parte del cuerpo formó parte de los ejércitos que participaron de la guerra de la Independencia de Argentina agregada al Regimiento de Caballería de la Patria. Involucrándose posteriormente en las guerras civiles que condujeron a la creación de la provincia de Santa Fe.

## Partidarios de la frontera
Cuando en 1680 fue creado el presidio de Buenos Aires con una dotación permanente de soldados, algunos de ellos fueron destacados a Santa Fe en momentos de conflicto. En 1716 fueron destacados de manera más permanente unos 50 soldados, parte de los cuales se hallaban en los fuertes del Rincón y Rosario.
Debido a los ataques de los indígenas del Chaco sobre Santa Fe, su cabildo envió a España a uno de sus miembros para obtener la aprobación del rey para la creación de una fuerza militar de 200 hombres destinada a defenderla. Antes de que el rey Carlos III aprobara el pedido para organizar un cuerpo de 200 blandengues mediante la real cédula del 26 de agosto de 1726 (que no se llevó a la práctica), el gobernador de Buenos Aires, Bruno Mauricio de Zabala, había ordenado el 21 de agosto de 1724 la creación en Santa Fe de dos compañías de 50 hombres cada una, nombrando a sus oficiales y fijando sus sueldos en 7 pesos por mes a cada soldado. La primera de estas compañías fue establecida ese mismo año. Esta fuerza de 102 efectivos se desplegó en 5 fortines de la frontera santafesina y se puede considerar como un antecedente directo de los blandengues a estas dos compañías de partidarios de la frontera. Posteriormente la fuerza aumentó a 120 efectivos, pero luego disminuyó a 60. El pago de los soldados debía realizarse con el producto del Puerto de Buenos Aires, reduciéndose hacia 1734 a 2 pesos por soldado.

## Reformas del virrey Vértiz
En 1780 el virrey Juan José de Vértiz y Salcedo dispuso que las 6 compañías existentes en la frontera de Buenos Aires se constituyeran en un cuerpo con comandante y plana mayor, el de Blandengues de Buenos Aires. El comandante era a su vez el comandante general de la frontera, destinándose una de las compañías para cubrir los pueblos de Santa Fe.
Mediante la real orden del 3 de julio de 1784 los blandengues de Buenos Aires, incluyendo a la compañía destacada en Santa Fe, fueron reconocidos como "fuerzas veteranas", siendo así las únicas unidades integradas por criollos, que obtuvieron dicha distinción en el virreinato del Río de la Plata. La medida les otorgaba fueros militares, derecho al montepío y a ser incluidos en el Cuerpo de Inválidos, así como también sueldos equivalentes a las demás fuerzas veteranas, pagados por la Real Hacienda. Entre los capitanes de la compañía en este período se hallaron: Mateo de Lencina (durante 20 años), Bernardo Garmendia, Francisco Solano Frutos, Bernardo Lescano y Lencina.

## Blandengues provinciales
En 1792 el virrey Nicolás de Arredondo ordenó al comandante de la frontera, Francisco González Balcarce Elat, que reformara las milicias de Santa Fe. Tomando como base la compañía de blandengues de Buenos Aires destacada en Santa Fe, Balcarce creó dos compañías de 103 hombres cada una, cuyos costos serían pagados por el cabildo de Santa Fe. Una de las compañías tenía asiento en la ciudad de Santa Fe, siendo su comandante Juan Manuel Roldán, y otra en el río Salado al mando de Atanasio Figueroa. El 3 de mayo de 1792 Balcarce pidió que se presentasen indígenas robustos para servir en las milicias. Balcarce formó varias compañías milicias más: una con milicianos de caballería de Coronda al mando de José de Echagüe; otra de caballería de forasteros, inválidos y reformados; otra de ex-soldados que habían servido al mando de Roldán; otra de los que sirvieron con Figueroa; y otra compañía de gente de Coronda.
El 11 de abril de 1796 el nuevo teniente de gobernador de Santa Fe, Prudencio María Gastañaduy, creó el fuerte de Sunchales, contando con 4 cañones y 80 blandengues, entre los que se contaban dos sargentos y tres cabos.

## Blandengues veteranos
Las compañías se mantuvieron hasta que fueron reformadas en 1799 por el virrey Arredondo, quien ordenó formar en Santa Fe de las dos compañías de blandengues provinciales una unidad veterana independiente denominada Compañía de Blandengues de la Frontera de Santa Fe, con 93 plazas, más un capitán, un ayudante mayor, un teniente, un alférez, 2 sargentos, un tambor y 4 cabos. El uniforme era el mismo que el de los blandengues de Buenos Aires: casaca corta azul; vuelta, collarín, solapa y calzón encarnado; botón blanco, con un galón estrecho en el collarín.

## Actuación de los Blandengues durante laGuerra de la Independencia Argentina
Durante la Expedición al Paraguay, Manuel Belgrano agregó al Regimiento de Caballería de la Patria, en su paso por Santa Fe, a la Compañía de Blandengues de Santa Fe que se hallaba al mando del capitán Francisco Aldao, compuesta por 40 veteranos (entre ellos los entonces sargento Estanislao López y soldado Juan Pablo López, ambos hijos ilegítimos del antiguo capitán de Blandengues Juan Manuel Roldán) y 60 reclutas. Unos 60 blandengues procedían del Fuerte de Sunchales, de donde hizo retirar los 2 cañones de a 4 que allí había, y al quedar el fuerte protegido por solo 18 soldados y 2 cañones, fue luego casi arrasado por los indígenas. Belgrano ordenó que se formara una segunda compañía con otros 100 hombres, designando para comandarla al capitán Agustín Martín Dacosta, pero no la agregó a la expedición.

No van en mi ejército los doscientos Blandengues de esta ciudad porque no existen aun, pues se está levantando la 2° Compañia, he mandado unicamente que vaya la Compañía del Capitan Aldao agregada al Regimiento de Caballeria de la Pátria.
Belgrano a la Junta, 3 de octubre de 1810

Los blandengues santafesinos participaron en el combate de Campichuelo y en las batallas de Paraguarí y Tacuarí, y luego participaron de la expedición a la Banda Oriental. Estos blandengues durante toda estas batallas y campañas fueron casi todos diezmados, regresando muy pocos a Santa Fe.

## Recreación del Cuerpo de Blandengues
En 1811 el teniente de gobernador de Santa Fe, Manuel Ruiz, creó una compañía de blandengues para reemplazar a los que habían partido con Belgrano al Paraguay, nombrando a un tal capitán López para comandarla. Éste pasó a cuchillo a un grupo de mocovíes de la Reducción de San Javier, generando tensiones con los indígenas.
Al menos dos compañías de blandengues fueron creadas posteriormente, una de las cuales lo fue en 1813 cuando el coronel José de San Martín designó a Nicasio Ramallo, teniente del Regimiento de Granaderos a Caballo, para encargarse de su instrucción al momento que era designado para comandar el Ejército del Norte:

Con la posible celeridad, haga VS marchar con destino a Tucumán al capitán Mariano Necochea y a todos los granaderos de su mando, con la prevención de que debe permanecer el espacio de un mes en esa ciudad, el teniente que tiene a sus ordenes con el objeto de instruir a los blandengues de la guarnición. Diciembre 4 de 1813. San Martín.

En 1814 estas dos compañías de Blandengues, junto a milicias santafesinas y otras fuerzas provenientes de Buenos Aires formaron un cuerpo expedicionario, comandado por los coroneles Eduardo Kaunitz de Holmberg e Hilarión de la Quintana, que fue enviado por el Directorio a la provincia de Entre Ríos para terminar con la creciente actividad de los partidarios del caudillo oriental José Artigas. Finalmente esta expedición fue derrotada y hecha prisionera por los artiguistas en el Combate del Espinillo. Artigas liberó a todos los integrantes de esta expedición (incluido el alférez Estanislao López), incluidos a los blandengues. Los blandengues regresaron a sus respectivos acantonamientos en la frontera norte de la Tenencia de gobernación de Santa Fe.
En marzo de 1815, la provincia de Santa Fe declaró su autonomía de la Gobernación Intendencia de Buenos Aires y del Directorio, siendo apoyada por las dos compañías de blandengues, las cuales se mantuvieron en guarnición. A fines de ese mismo año, el Directorio envió un Ejército de Observación, comandado por el coronel mayor Juan José Viamonte, proveniente de Buenos Aires, el cual ocupó Santa Fe y la redujo nuevamente a la obediencia porteña. La plana mayor del Cuerpo de Blandengues fue completamente reemplazada por oficiales que no fueron santafesinos, salvo el entonces teniente Estanislao López.
El 2 de marzo de 1816 la 1° compañía de Blandengues de Santa Fe al mando del teniente Estanislao López, se sublevó en el fortín de Añapiré contra el ejército de observación. Pocos días más tarde en Santo Tomé se sublevó la 2.ª compañía de Blandegues, al mando del sargento Marcelino Avellaneda. Los blandengues sublevados, junto a milicias santafesinas, al mando del comandante Mariano Vera, y refuerzos artiguistas llegados desde Entre Ríos, consiguieron expulsar a los directoriales. Hecho que llevó a la definitiva creación de la provincia de Santa Fe. El comandante Vera asumió como gobernador. Estanislao López, ascendido a capitán, fue nombrado jefe de la frontera norte de Santa Fe y se consolidó como líder indiscutido del cuerpo de Blandengues.
Poco después, el comandante Vera, con la decisiva ayuda del capitán López y sus blandengues, rechazó de Santa Fe a un nuevo ejército de observación porteño a las órdenes del coronel mayor Eustoquio Díaz Vélez. El capitán López fue nombrado teniente coronel y comandante de armas de la provincia, y al año siguiente emprendió una victoriosa expedición contra los indios chaqueños en el norte de su provincia.

## Dragones de la Independencia
Durante el gobierno del coronel Mariano Vera, por decreto del 7 de junio de 1816 los blandengues de Santa Fe fueron rebautizados como Cuerpo de Dragones de la Independencia, cumpliendo funciones de policía y la tradicional custodia de la frontera norte de la provincia contra los indios del Chaco.
En julio de 1818 las dos compañías de dragones de Santa Fe, al mando del capitán Manuel Larrosa, fueron un factor decisivo en el golpe de Estado que depuso al gobernador Vera y motivó la llegada al gobierno de la provincia del comandante Estanislao López. Tras asumir el mando, López aumentó al cuerpo de Dragones a dos compañías más de 100 hombres cada una.

## Guerra civil y acciones contra el indio
Durante el largo gobierno de Estanislao López (1818-1838) y de sus sucesores los generales Juan Pablo López y Pascual Echagüe (1838-1852), el cuerpo de Dragones de Santa Fe, constituido en la base y el núcleo del Ejército Santafesino, tuvo una destacada actuación tanto en la guerra civil como en la guerra contra el indio en defensa de la soberanía provincial santafesina. Actuó de forma triunfante contra las fuerzas unitarias en Fraile Muerto, Paso de Aguirre, Monte Aguiar, Sitio de Rosario (1818), San Nicolás, La Herradura, Barrancas, Sitio de Rosario (1819), Cepeda, Cañada de la Cruz, Pergamino, Gamonal, Asalto a Santa Fe (1821), Coronda, Río Seco, San Nicolás, Puente de Márquez, Calchín, Sitio de Santa Fe, Coronda, Santo Tomé, Quintas de Santa Fe, Calchines, Isla de Cané, Quebracho Herrado, Malabrigo entre otras batallas. En la guerra contra el indio la actuación de este cuerpo prácticamente se mantuvo en la frontera norte.
Durante las guerras, largas y porfiadas, se fue formando en torno al general Estanislao López, un grupo de brillantes oficiales justamente salidos del cuerpo de Dragones y algunos con importancia política posterior de cada uno, como Manuel Larrosa, Juan Luis Orrego, José Ramón Méndez, Juan Pablo López, Domingo Pajón, Pedro Rodríguez del Fresno, José Manuel Echagüe, Santiago Oroño,  Matías Díaz, Jacinto Andrada, José Rodríguez, José Agustín Fernández y Martiniano Leguizamón por no citar sino los más destacados.

## Organización nacional
Tras la batalla de Caseros (1852), llegó la organización nacional del país, por medio de la promulgación de la Constitución y de la elección como presidente constitucional del general Justo José de Urquiza. La organización institucional argentina trajo por consiguiente los primeros intentos de la organización de un ejército nacional. Como primeras medidas para convertir a las milicias provinciales en un ejército, debido a la obligación asumida en 1855 por el gobierno nacional de la Confederación de hacerse cargo del cuidado de las fronteras contra los indígenas, fue la creación de un ejército de línea (costeado por el estado federal), nacionalizando las tropas correspondientes e incorporadas a los Regimientos de Línea que se destinaron para ese fin, y la conversión de las milicias provinciales en Guardia Nacional (costeadas por las provincias). En el caso de la provincia de Santa Fe, el cuerpo de Dragones de la Independencia, pasó a depender del estado federal, como el flamante Regimiento 9 de Línea, parte del ejército de línea, finalizando de este modo su actuación.

## Homenaje
Al conmemorarse el bicentenario del nacimiento del brigadier general Estanislao López el entonces gobernador de la provincia de Santa Fe, José María Vernet, ordenó la recreación del Cuerpo de Dragones de la Independencia el cual tendrá como base la casa de Gobierno y estará integrada por hombres de la Policía de la Provincia de Santa Fe. Entre las funciones específicas estará la de acompañar al gobernador en todo acto oficial vistiendo el uniforme de época.

## Armamento
El armamento en la primera etapa, era tan improvisado y dejado de lado como el uniforme. En esta primera etapa los blandengues eran meramente lanceros, contando con armamento ligero, pero nada de armas de fuego, sólo cuchillos y algunos sables. El armamento principal, la lanza, era hecha de caña tacuara, un tipo de caña fina y muy resistente, con punta metálica. Aun así los blandengues fueron muy efectivos contra las partidas indias que asolaban la campaña.
Luego se dotó al Cuerpo de Blandengues con sables, trabucos, mosquetes, carabinas y pistolas. Los blandengues ya no sólo combatirían como caballería ligera, sino que también patrullando la campaña a caballo (que debían comprar y mantener de su pecunio), y desmontando para combatir si era necesario. Como armamento pesado, se dotó de cañones ligeros para la defensa estática en los fuertes.